# Deretaphrini
Deretaphrini es una tribu de coleópteros polífagos.

## Géneros
- Asosylus - Deretaphrus - Sosylus